# Euphorbia ritchiei
Euphorbia ritchiei är en törelväxtart som först beskrevs av Peter René Oscar Bally, och fick sitt nu gällande namn av Peter Vincent Bruyns. Euphorbia ritchiei ingår i släktet törlar, och familjen törelväxter.
Artens utbredningsområde är Kenya.

## Underarter
Arten delas in i följande underarter:
- E. r. marsabitensis
- E. r. nyambensis
- E. r. ritchiei

## Bildgalleri

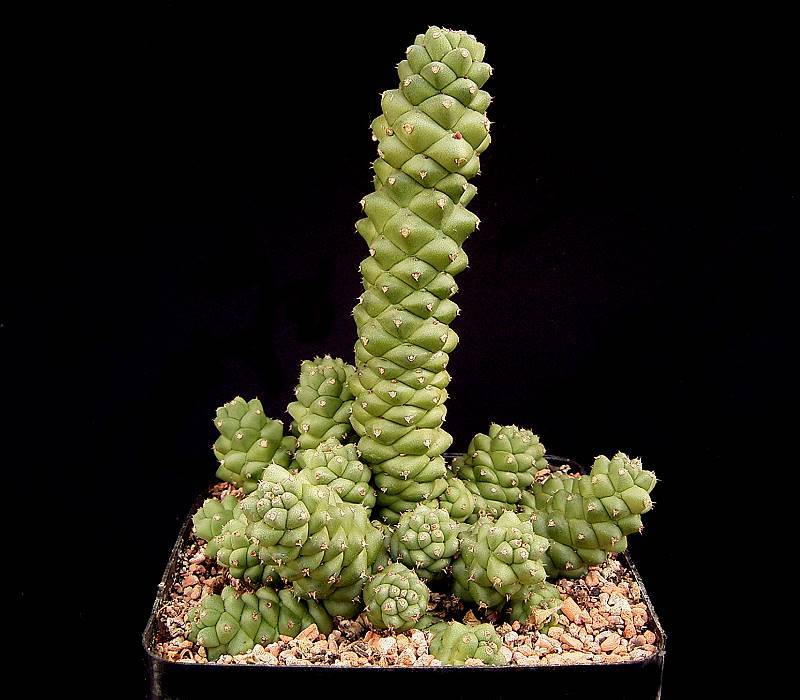
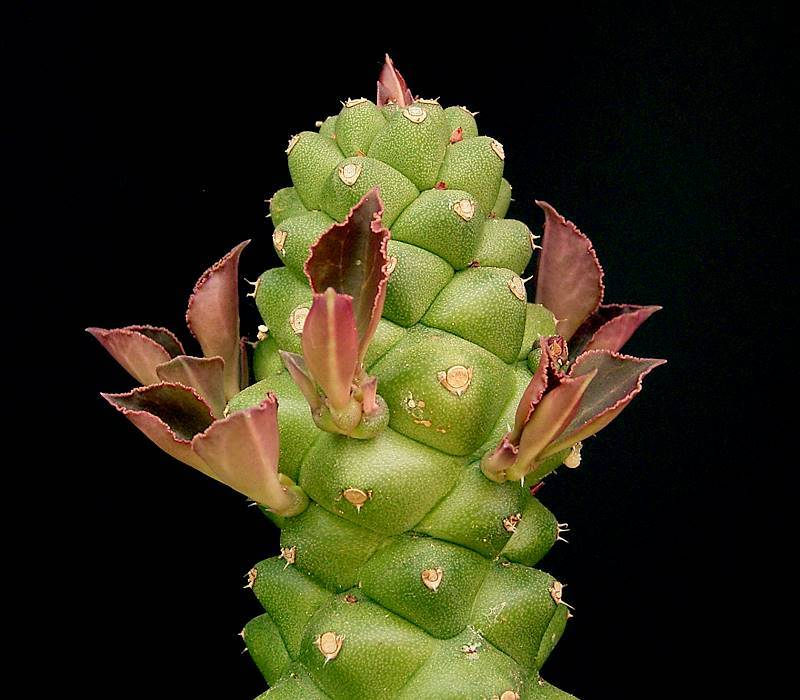
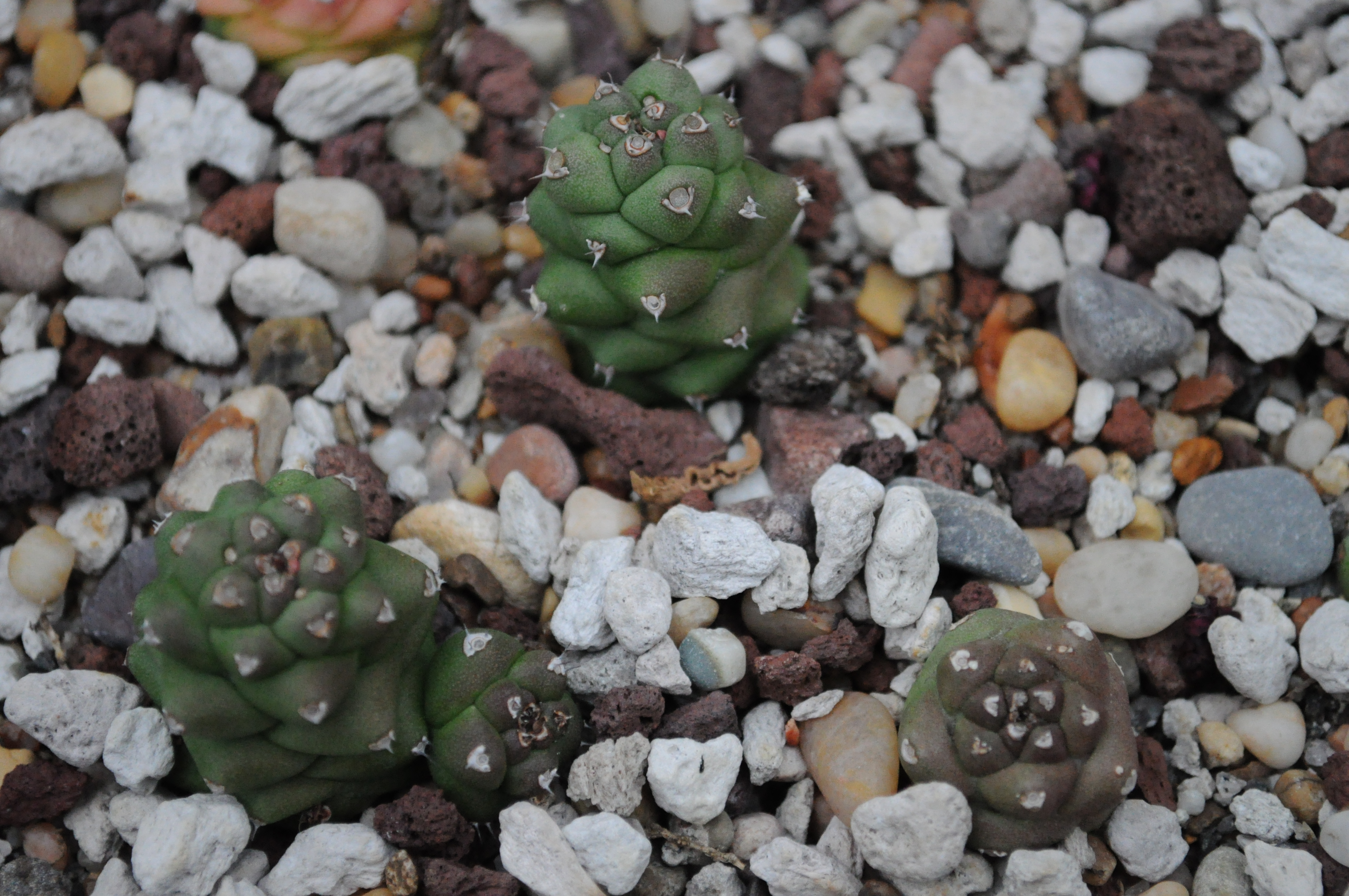
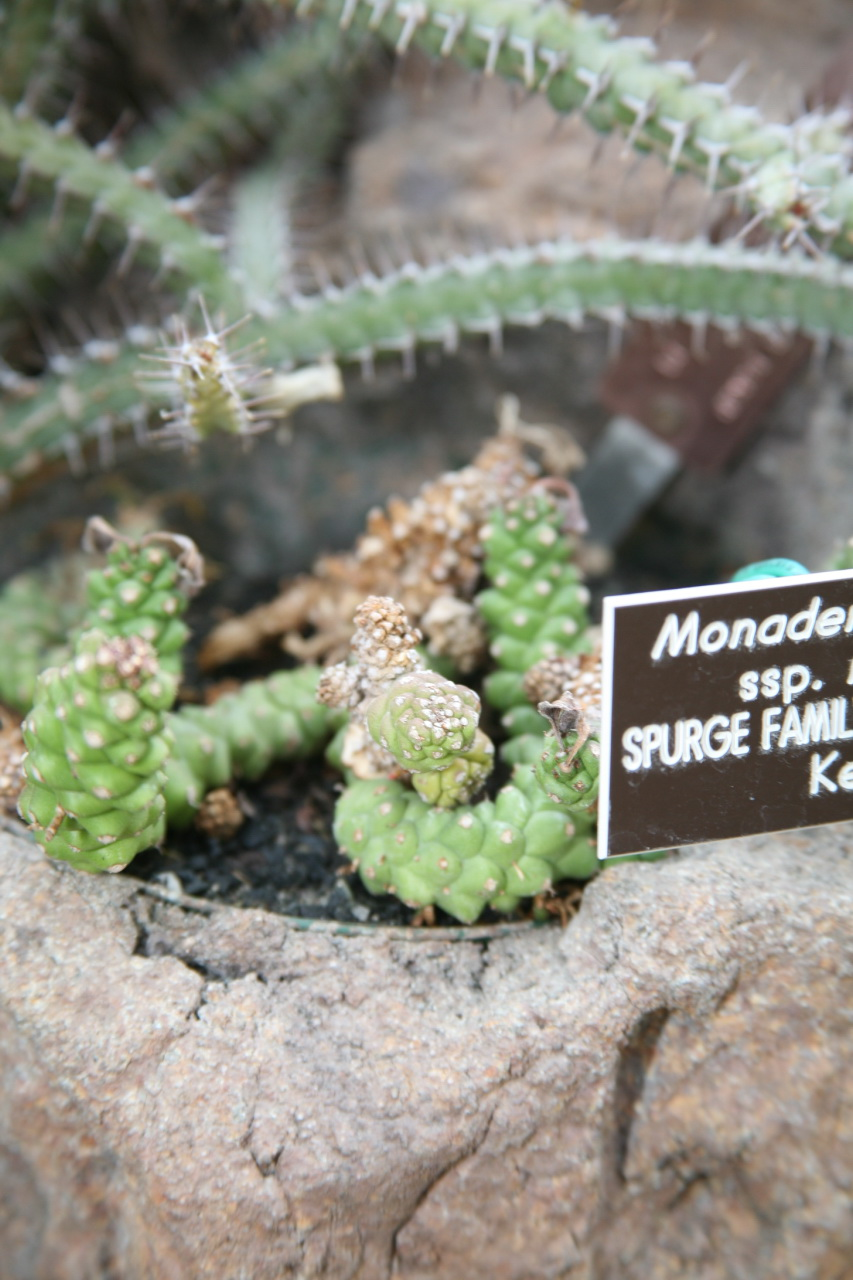